# Rathaus (Marienburg)

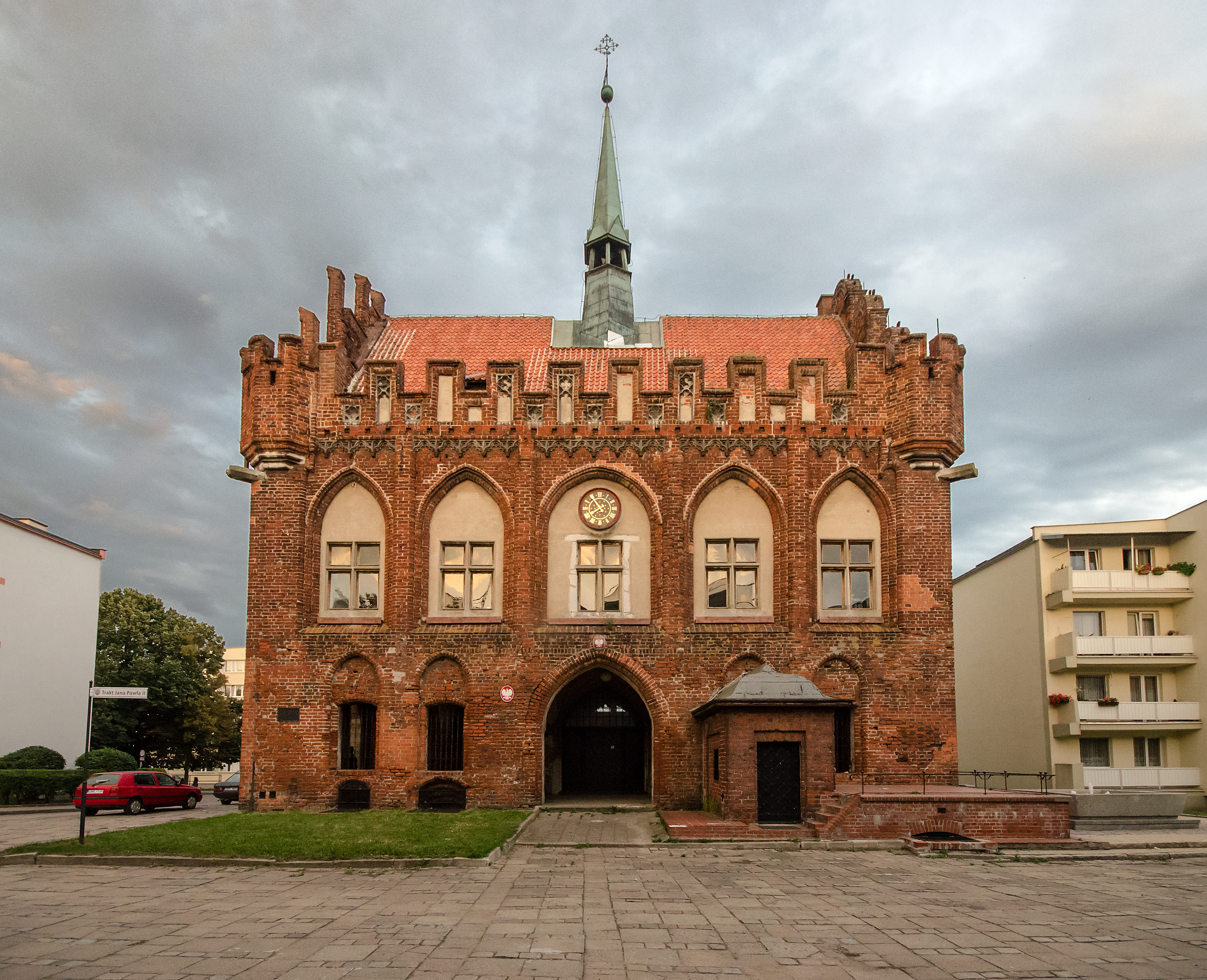
Rathaus von Marienburg

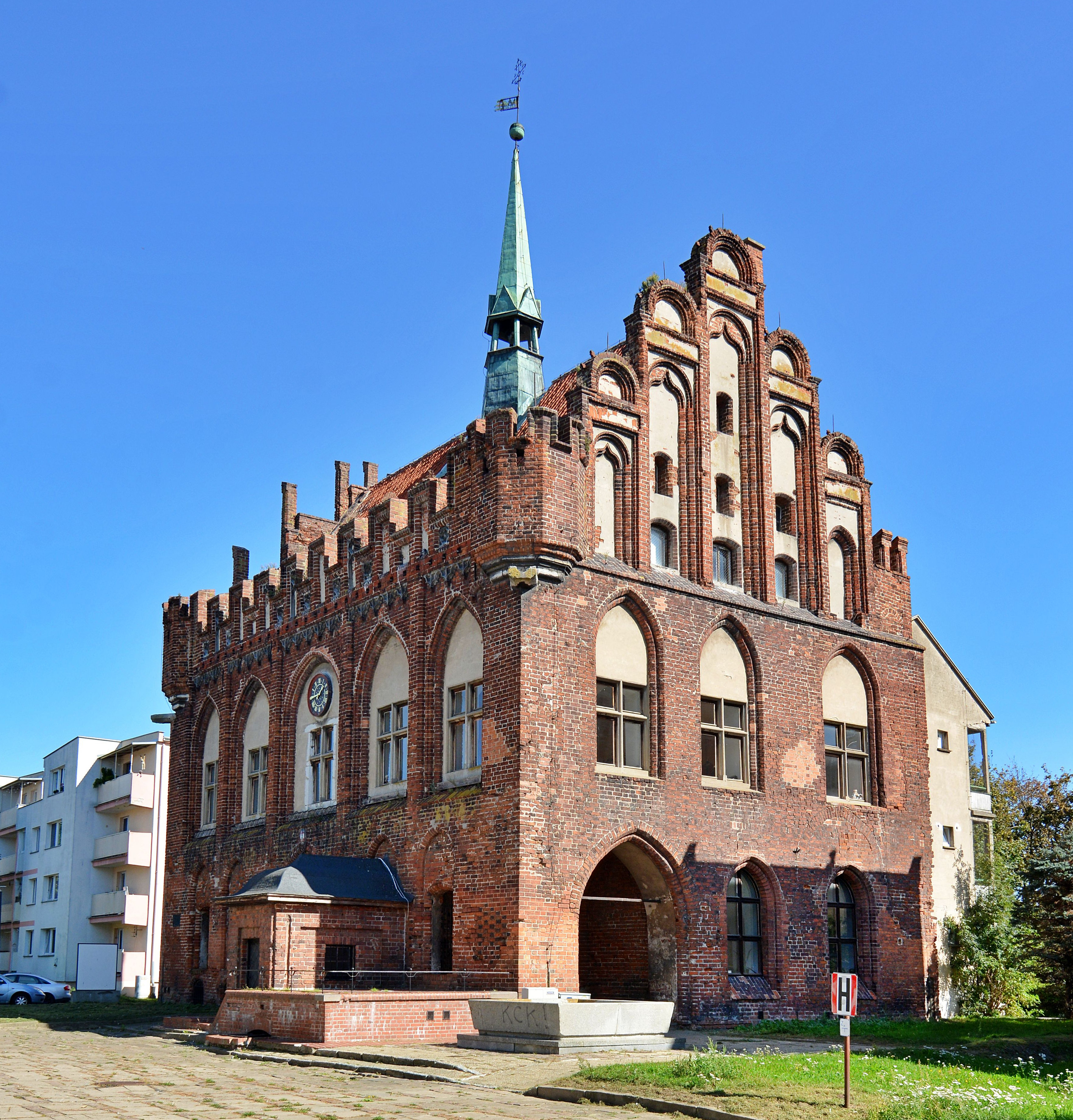
Rathaus mit Südgiebel

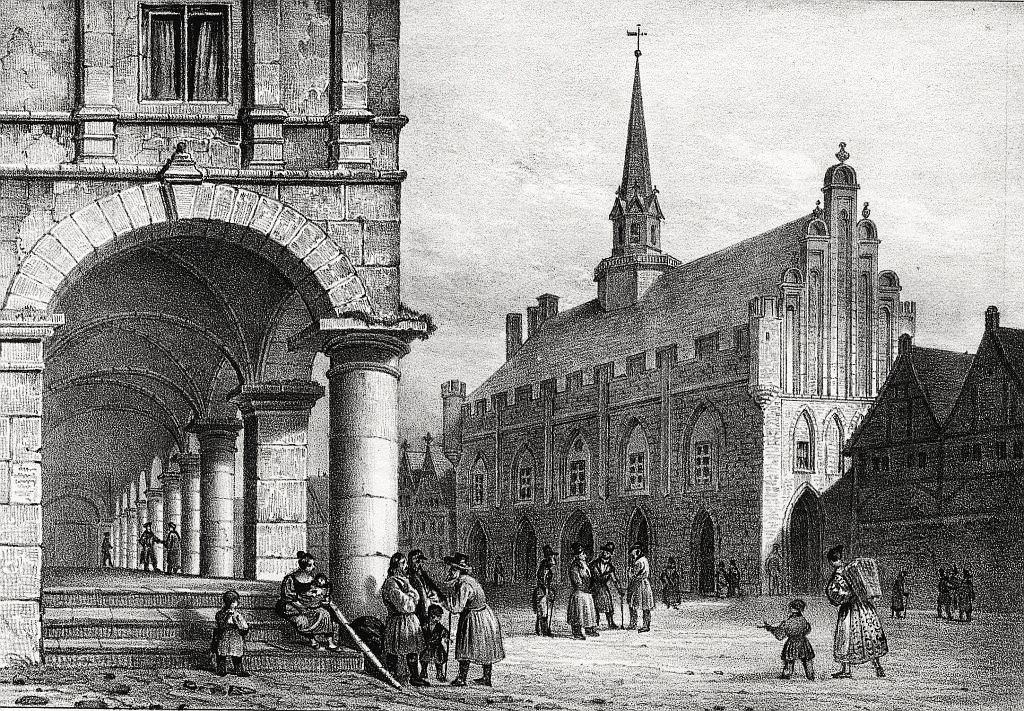
Rathaus und die Hohen Lauben, Lithographie von Heinrich Wilhelm Teichgräber

Das Rathaus von Marienburg, polnisch Ratusz w Malborku, wurde von 1365 bis 1380 im Stil der Backsteingotik an der Stare Miasto in Marienburg in der heutigen Woiwodschaft Pommern und im damaligen Deutschordensstaat des Deutschen Ordens errichtet. Es wird heute als Kulturzentrum genutzt.

## Geschichte
Das zweigeschossige spätgotische Backsteinbauwerk am Marktplatz entstand an Stelle eines früheren Gebäudes auf einem rechteckigen Grundriss und einem Keller. Markant sind beidseitig die dreiachsigen verzierten Treppengiebel; der Nordgiebel mit Blendenschmuck, der Südgiebel aus dem 15. Jahrhundert mit Halbbögen. Im Untergeschoss mit Gewölbe verläuft ein Laubengang. Das Obergeschoss erhielt gegliederte flache Lisenen, die Fenster Steinkreuze in spitzbogige Blenden. Auf dem Satteldach steht ein 1899 bzw. nach dem Zweiten Weltkrieg erneuerter Dachreiter mit einer Laterne und einer Glocke von 1407. Die seitlichen, fünfachsigen Traufwände werden oben durch eine Zinnenbekrönung abgeschlossen. Die alte Gerichtsstube erhielt ein auf Rippen ruhendes kuppelartiges Gewölbe.
Vor dem Zweiten Weltkrieg schlossen sich direkt hinter dem Rathaus die Gebäudeensembles Hohe Lauben und Niederen Lauben an.
Zwischen 1457 und 1460 erfolgten umfangreiche Sanierungen, ebenso 1901 – nach einem Brand – unter Conrad Steinbrecht. Im Keller befand sich bis 1945 das Restaurant Ratskeller und der Kammerspeicher Hindenburg. Im Krieg blieben in der Altstadt nur wenige historische Gebäude erhalten, da bei den Kämpfen im Bereich der Ordensburg, in der sich deutsche Truppen verschanzt hatten, und dem Stadtgebiet die Wohnhäuser gesprengt wurden. Erhalten blieb neben dem Rathaus nur die gotische Stadtkirche, die beiden gotischen Stadttore Marientor und Töpfertor, sowie der Buttermilchturm und Teile der Stadtmauer.
Derzeit wird das sanierte Gebäude als städtisches Kulturzentrum (Miejski Dom Kultury „Ratusz“) genutzt. Es steht unter Denkmalschutz.